# 기쓰레가와정
기쓰레가와정(喜連川町)은 도치기현 중동부에 위치했던 정이다. 시오야군에 속했다. 현재의 사쿠라시에 해당한다.
우쓰노미야 시로의 통근율은 9.3%(2000년 인구조사). 오슈 가도의 슈쿠바 정이며 에도 시대에는 후루카와 코카타(아시카타 씨)의 후예가 다스리는 기렌가와 번이 놓여 있었다.
2005년 3월 28일에 우지이에정과 신설 합병해 사쿠라시가 되어 폐지되었다.

## 역사
- 1889년 4월 1일 - 오토메 촌·가즈키 촌의 1정 4촌이 합병해 기쓰레가와정이 성립하였다.
- 1955년 4월 1일 - 나스 군 가미에가와 촌과 합병해 기쓰레가와정이 신설하였다.
- 1979년 - 도치기 현에 의해 기쓰레가와강 공업 단지가 조성되었다.
- 2005년 3월 28일 - 우지이에정과 신설 합병해 사쿠라시가 되었다.

## 교통

### 철도
- 동일본 여객철도 우쓰노미야 선(도호쿠 본선)

### 도로
- 국도 제293호선